# Oncidium nubigenum
O Oncidium nubigenum  é uma espécie de orquídeas do gênero Oncidium, da subfamilia Epidendroideae, pertencente à  familia das Orquidáceas. É nativa da Venezuela, Colombia e Ecuador nas altitudes de 2500 a 3500 m.

## Descrição
As plantas florescem no outono e no inverno, com três a doze flores de 3,75 cm de diâmetro.

## Sinônimos
- Oncidium cucullatum Lindl. (1838)
- Leochilus sanguinolentus Lindl. (1844)
- Oncidium cucullatum var. macrochilum Lindl. (1855)
- Oncidium sanguinolentum (Lindl.) Schltr. (1919)
- Oncidium cucullatum var. dolabratum Stacy (1975)
- Caucaea cucullata (Lindl.) N.H. Williams & M.W. Chase (2001)
- Caucaea sanguinolenta (Lindl.) N.H. Williams & M.W. Chase (2001)
- Caucaea nubigena (Lindl.) N.H. Williams & M.W. Chase (2001)